# Parasinophasma henanense
Parasinophasma henanense är en insektsart som först beskrevs av Wen-Xuan Bi och Z.G. Wang 1998.  Parasinophasma henanense ingår i släktet Parasinophasma och familjen Diapheromeridae. Inga underarter finns listade i Catalogue of Life.